# Стронкова
Стронкова (пол. Strąkowa) — село в Польщі, у гміні Зомбковиці-Шльонські Зомбковицького повіту Нижньосілезького воєводства.
Населення — 219 осіб (2011).
У 1975-1998 роках село належало до Валбжиського воєводства.

## Демографія
Демографічна структура станом на 31 березня 2011 року:
|          | Загалом | Допрацездатний вік | Працездатний вік | Постпрацездатний вік |
| -------- | ------- | ------------------ | ---------------- | -------------------- |
| Чоловіки | 113     | 27                 | 77               | 9                    |
| Жінки    | 106     | 13                 | 67               | 26                   |
| Разом    | 219     | 40                 | 144              | 35                   |